# Ágnes Szávay
Ágnes Szávay [ˈaːɡnɛʃ ˈsaːvɒ.i] (* 29. Dezember 1988 in Kiskunhalas) ist eine ehemalige ungarische Tennisspielerin. Sie lebt heute in Österreich, in Wolkersdorf im Weinviertel.

## Karriere
Szávay, die in Soltvadkert aufwuchs, begann im Alter von sechs Jahren mit dem Tennissport. Trainiert und betreut wurde sie zunächst von ihren Eltern. Ihre jüngere Schwester Blanka spielte ebenfalls Tennis. Ihr Debüt auf der WTA Tour gab sie 2004 in Budapest, 2005 wurde sie Profispielerin. Im Juni 2005 gewann sie die French Open der Juniorinnen mit einem Finalsieg über Ioana Raluca Olaru aus Rumänien (6:2, 6:1). Im Doppel gewann sie ebenfalls den Titel. An der Seite von Wiktoryja Asaranka siegte das Duo gegen Raluca Olaru/Amina Rakhim mit 4:6, 6:4 und 6:0.

### 2007
Im Jahr 2007 gelang Szávay der Durchbruch. Sie erreichte das Viertelfinale der US Open (im Doppel stürmte sie mit Vladimíra Uhlířová sogar bis ins Halbfinale) und gewann auch das Tier-II-Turnier in Peking (Finalsieg über Jelena Janković). Zuvor hatte sie schon im Endspiel von Palermo die Deutsche Martina Müller besiegt. Nach Ablauf des Jahres wurde Szávay zur Newcomerin der Saison 2007 gewählt.

### 2008
Der Start ins Jahr 2008 war mühsam. Szávay scheiterte in Gold Coast und bei den Australian Open jeweils in Runde eins. Nachdem sie in Paris das Finale erreicht hatte (3:6, 6:2, 2:6 gegen Anna Tschakwetadse), kam sie in Antwerpen, Doha und Dubai erneut nicht über die erste Runde hinaus. Erfolge brachten erst wieder die Turniere in Charleston und Berlin, wo sie Dinara Safina und Marion Bartoli besiegen konnte. Bei den French Open kam Szávay in die dritte Runde, auch in Wimbledon zeigte sie gute Leistungen und kam bis ins Achtelfinale, in Bad Gastein erreichte sie das Halbfinale. Bei den Olympischen Spielen wie auch in Tokio und Stuttgart kam das Aus in der ersten Runde. Bei den US Open und in Peking verabschiedete sie sich jeweils nach ihrem Zweitrundenspiel. Im Oktober musste Szávay die Teilnahme am Kremlin Cup in Moskau wegen einer Verletzung absagen. In Zürich und in Linz ließ sie die Saison 2008 ausklingen, erneut setzte es Niederlagen bei ihren Auftaktpartien.

### 2009
Nach dem Erstrunden-Aus in Hobart scheiterte sie bei den Australian Open wiederum in Runde eins. Aus einer Serie von sechs aufeinanderfolgenden Niederlagen zog Szávay Konsequenzen und trennte sich von ihrem Trainer Zoltán Kuhárszky. Ende Februar trat sie in Acapulco an, wo sie ihr erstes Match auf der Tour seit September 2008 gewann. Sie unterlag dann im Viertelfinale der späteren Siegerin Venus Williams. In Indian Wells und in Miami, wo sie u. a. die frühere Weltranglistenerste Ana Ivanović besiegte, erreichte sie jeweils das Achtelfinale. Die Sandplatzsaison entwickelte sich positiv. Beim Turnier in Madrid gelang Szávay der Einzug ins Viertelfinale, nachdem sie u. a. Wiktoryja Asaranka besiegt hatte. Bei den French Open schaffte sie mit einem deutlichen Sieg über Venus Williams (6:0, 6:4) den Einzug ins Achtelfinale. In Wimbledon kassierte sie wieder eine Erstrundenniederlage, dagegen gewann sie unter ihrem neuen Trainer Karl Heinz Wetter ihr Heimturnier in Budapest. Die Hartplatzsaison verlief enttäuschend (u. a. Aus in Runde eins bei den US Open). Dank ihres Triumphes in Budapest qualifizierte sie sich für das Jahresendturnier in Bali, bei dem sie allerdings nicht über die Vorrunde hinauskam.

### 2010

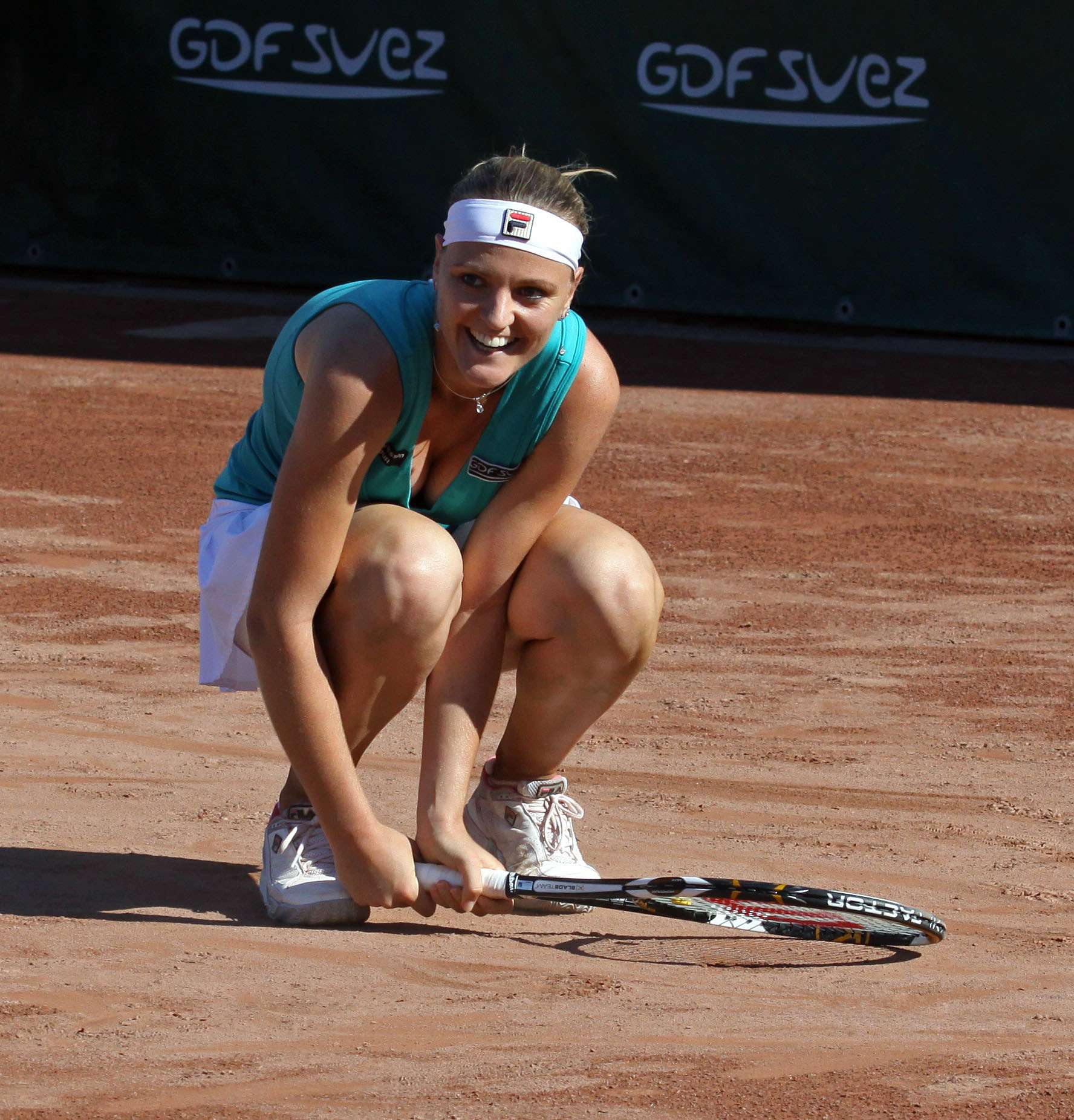
Ágnes Szávay (2010)

Diesmal gelang Szávay in Brisbane, Sydney (wo sie über die Qualifikation gehen musste) und bei den Australian Open jeweils der Einzug in die zweite Runde, so dass sie in der Weltrangliste wieder auf Platz 34 vorrückte. Zudem besiegte sie in Sydney die ehemalige Weltranglistenerste Jelena Jankovic. Nach dem Viertelfinaleinzug in Paris begab sie sich auf den amerikanischen Kontinent, wo sie in Acapulco und Monterrey ihr Abschneiden von Paris wiederholte. Bei den beiden Premier-Mandatory-Turnieren in Indian Wells und Miami schied sie jeweils in der dritten Runde aus, in Miami fertigte sie Alicia Molik mit 6:0, 6:0 ab. Von April bis Juni spielte sie relativ erfolglos. Lediglich in Stuttgart, bei den French Open und dem Rasenturnier von Eastbourne gelang ihr der Einzug in die zweite Runde. In Wimbledon scheiterte Szávay schon in Runde eins an Jekaterina Makarowa (4:6, 6:7). Im Juli spielte sie die letzten beiden Turniere vor den US-Open-Series in Ungarn und Tschechien. Sowohl in Budapest (Finalsieg als Titelverteidigerin über Patty Schnyder) als auch in Prag glänzte sie als Turniersiegerin. Sie beendete das Jahr 2010 auf Position 37 (Vorjahr: 39) der Weltrangliste.

### 2011
Von permanenten Verletzungssorgen geplagt entschied sie sich dafür, die Australian Open auszulassen und erst Anfang Februar beim Fed Cup wieder einzusteigen. Zudem wechselte sie Anfang des Jahres nochmals den Trainer. Sie arbeitete nun mit dem ehemaligen ungarischen Tennisprofi Gábor Köves zusammen. Allerdings kam sie in der ersten Jahreshälfte nie über die zweite Runde hinaus. Beim Grand-Slam-Turnier in Roland Garros setzte es sogar eine Erstrundenniederlage. Die restliche Saison sagte sie wegen einer Rückenverletzung ab.

### 2012
Nach elf Monaten Verletzungspause griff Szávay in Stuttgart erstmals wieder ins Turniergeschehen ein, sie schied jedoch in der ersten Qualifikationsrunde aus. Im Laufe des Jahres nahm sie u. a. bei den Olympischen Spielen und an den US Open teil. Sie profitierte von einer Regel der WTA, für eine bestimmte Anzahl von Turnieren mit einem Protected Ranking zu spielen. Allerdings musste sie wegen ihrer Rückenverletzung die Saison erneut vorzeitig beenden.

### 2013
Am 6. Februar gab Szávay auf ihrer Homepage das Ende ihrer Profikarriere bekannt. Als Grund nannte sie die regelmäßig auftretenden Verletzungsprobleme; die Ärzte hätten ihr auch im Falle einer Operation keine vollständige Rehabilitation in Aussicht stellen können. Mit sieben WTA-Titeln (fünf im Einzel) und Platz 13 (2008) in der Weltrangliste war Szávay eine der erfolgreichsten Tennisspielerinnen ihres Landes.

## Turniersiege

### Einzel
| Nr. | Datum              | Turnier  | Kategorie         | Belag     | Finalgegnerin              | Ergebnis       |
| --- | ------------------ | -------- | ----------------- | --------- | -------------------------- | -------------- |
| 1.  | 26. September 2004 | Ciampino | ITF $10.000       | Sand      | Stefania Boffa             | 6:0, 6:2       |
| 2.  | 22. Oktober 2006   | Houston  | ITF $50.000       | Hartplatz | Bethanie Mattek-Sands      | 2:6, 6:4, 6:1  |
| 3.  | 19. Mai 2007       | Zagreb   | ITF $75.000       | Sand      | Nika Ožegović              | 6:0, 7:62      |
| 4.  | 22. Juli 2007      | Palermo  | WTA Tier IV       | Sand      | Martina Müller             | 6:0, 6:1       |
| 5.  | 23. September 2007 | Peking   | WTA Tier II       | Hartplatz | Jelena Janković            | 6:77, 7:5, 6:2 |
| 6.  | 12. Juli 2009      | Budapest | WTA International | Sand      | Patty Schnyder             | 2:6, 6:4, 6:2  |
| 7.  | 11. Juli 2010      | Budapest | WTA International | Sand      | Patty Schnyder             | 6:2, 6:4       |
| 8.  | 18. Juli 2010      | Prag     | WTA International | Sand      | Barbora Záhlavová-Strýcová | 6:2, 1:6, 6:2  |

### Doppel
| Nr. | Datum          | Turnier    | Kategorie    | Belag     | Partnerin          | Finalgegnerinnen                    | Ergebnis |
| --- | -------------- | ---------- | ------------ | --------- | ------------------ | ----------------------------------- | -------- |
| 1.  | 10. April 2005 | Dinan      | ITF $75.000  | Sand      | Michaella Krajicek | Julija Bejhelsymer Sandra Klösel    | 7:5, 7:5 |
| 2.  | 23. Juli 2006  | Vittel     | ITF $50.000  | Sand      | Julija Bejhelsymer | Mădălina Gojnea Jekaterina Makarowa | 6:2, 7:5 |
| 3.  | 29. April 2007 | Budapest   | WTA Tier III | Sand      | Vladimíra Uhlířová | Martina Müller Gabriela Navrátilová | 7:5, 6:2 |
| 4.  | 19. Mai 2007   | Zagreb     | ITF $75.000  | Sand      | Emma Laine         | Klaudia Jans Alicja Rosolska        | 6:1, 6:2 |
| 5.  | 5. Januar 2008 | Gold Coast | WTA Tier III | Hartplatz | Dinara Safina      | Yan Zi Zheng Jie                    | 6:1, 6:2 |

## Abschneiden bei Grand-Slam-Turnieren

### Dameneinzel
| Turnier                      | 2003              | 2004              | 2005              | 2006              | 2007              | 2008              | 2009              | 2010              | 2011              | 2012              | T / T       | S/N         | Sieg%       |
| ---------------------------- | ----------------- | ----------------- | ----------------- | ----------------- | ----------------- | ----------------- | ----------------- | ----------------- | ----------------- | ----------------- | ----------- | ----------- | ----------- |
| Australian Open              | –                 | –                 | –                 | Q1                | Q2                | 1                 | 1                 | 2                 | –                 | –                 | 0 / 3       | 1:3         | 25 %        |
| French Open                  | –                 | –                 | –                 | Q3                | 2                 | 3                 | AF                | 2                 | 1                 | –                 | 0 / 5       | 7:5         | 58 %        |
| Wimbledon                    | –                 | –                 | –                 | –                 | 2                 | AF                | 1                 | 1                 | –                 | –                 | 0 / 4       | 4:4         | 50 %        |
| US Open                      | –                 | –                 | Q1                | –                 | VF                | 2                 | 1                 | 2                 | –                 | 1                 | 0 / 5       | 6:5         | 55 %        |
| Doha                         | andere Kategorie  | andere Kategorie  | andere Kategorie  | andere Kategorie  | andere Kategorie  | 1                 | n. a. bzw. a. K.  | n. a. bzw. a. K.  | n. a. bzw. a. K.  | –                 | 0 / 1       | 0:1         | 0 %         |
| Dubai                        | andere Kategorie  | andere Kategorie  | andere Kategorie  | andere Kategorie  | andere Kategorie  | andere Kategorie  | 1                 | –                 | –                 | a. K.             | 0 / 1       | 0:1         | 0 %         |
| Indian Wells                 | –                 | –                 | –                 | –                 | –                 | –                 | AF                | 3                 | 2                 | –                 | 0 / 3       | 4:3         | 57 %        |
| Miami                        | –                 | –                 | –                 | –                 | –                 | 2                 | AF                | 3                 | 2                 | –                 | 0 / 4       | 4:4         | 50 %        |
| Charleston                   | –                 | –                 | –                 | –                 | –                 | VF                | andere Kategorie  | andere Kategorie  | andere Kategorie  | andere Kategorie  | 0 / 1       | 3:1         | 75 %        |
| Berlin                       | –                 | –                 | –                 | –                 | –                 | VF                | nicht ausgetragen | nicht ausgetragen | nicht ausgetragen | nicht ausgetragen | 0 / 1       | 3:1         | 75 %        |
| Madrid                       | n. a. bzw. a. K.  | n. a. bzw. a. K.  | n. a. bzw. a. K.  | n. a. bzw. a. K.  | n. a. bzw. a. K.  | n. a. bzw. a. K.  | VF                | 1                 | 2                 | –                 | 0 / 3       | 4:2         | 67 %        |
| Rom                          | –                 | –                 | –                 | –                 | –                 | 2                 | 1                 | –                 | –                 | –                 | 0 / 2       | 1:2         | 33 %        |
| Kanada                       | –                 | –                 | –                 | –                 | –                 | –                 | 2                 | 3                 | –                 | –                 | 0 / 2       | 3:2         | 60 %        |
| Cincinnati                   | n. a. bzw. a. K.  | n. a. bzw. a. K.  | n. a. bzw. a. K.  | n. a. bzw. a. K.  | n. a. bzw. a. K.  | n. a. bzw. a. K.  | 2                 | –                 | –                 | –                 | 0 / 1       | 1:1         | 50 %        |
| Tokio                        | –                 | –                 | –                 | –                 | –                 | 1                 | 1                 | 1                 | –                 | –                 | 0 / 3       | 0:3         | 0 %         |
| Peking                       | nicht ausgetragen | nicht ausgetragen | nicht ausgetragen | nicht ausgetragen | nicht ausgetragen | nicht ausgetragen | 1                 | 1                 | –                 | –                 | 0 / 2       | 0:2         | 0 %         |
| Zürich                       | –                 | –                 | Q3                | –                 | –                 | n. a. bzw. a. K.  | n. a. bzw. a. K.  | n. a. bzw. a. K.  | n. a. bzw. a. K.  | n. a. bzw. a. K.  | 0 / 0       | 0:0         | –           |
| Olympische Spiele            | n. a.             | –                 | nicht ausgetragen | nicht ausgetragen | nicht ausgetragen | 1                 | nicht ausgetragen | nicht ausgetragen | nicht ausgetragen | 1                 | 0 / 2       | 0:2         | 0 %         |
| Fed Cup                      | –                 | –                 | K1                | –                 | K2                | K2                | K1                | –                 | –                 | –                 | 0 / 4       | 8:3         | 73 %        |
| Statistik                    | Statistik         | Statistik         | Statistik         | Statistik         | Statistik         | Statistik         | Statistik         | Statistik         | Statistik         | Statistik         | S/N         | S/N         | Sieg%       |
| Turnierteilnahmen            | 2                 | 8                 | 12                | 16                | 17                | 25                | 22                | 21                | 6                 | 4                 | Gesamt: 133 | Gesamt: 133 | Gesamt: 133 |
| Erreichte Finals             | 0                 | 1                 | 0                 | 2                 | 4                 | 1                 | 1                 | 2                 | 0                 | 0                 | Gesamt: 11  | Gesamt: 11  | Gesamt: 11  |
| Gewonnene Titel              | 0                 | 1                 | 0                 | 1                 | 3                 | 0                 | 1                 | 2                 | 0                 | 0                 | Gesamt: 8   | Gesamt: 8   | Gesamt: 8   |
| Hartplatz-Siege/-Niederlagen | 0:0               | 9:2               | 8:5               | 21:8              | 26:8              | 5:16              | 10:16             | 16:11             | 2:2               | 0:2               | 97:70       | 97:70       | 58 %        |
| Sand-Siege/-Niederlagen      | 3:2               | 19:4              | 17:8              | 4:7               | 25:4              | 14:7              | 16:6              | 14:5              | 2:3               | 0:1               | 114:47      | 114:47      | 71 %        |
| Rasen-Siege/-Niederlagen     | 0:0               | 0:0               | 0:0               | 0:0               | 4:1               | 3:1               | 0:1               | 1:2               | 0:0               | 0:1               | 8:6         | 8:6         | 57 %        |
| Teppich-Siege/-Niederlagen   | 0:0               | 3:1               | 0:0               | 0:0               | 3:1               | 7:2               | 0:1               | 2:1               | 0:0               | 0:0               | 15:6        | 15:6        | 71 %        |
| Gesamt-Siege/-Niederlagen    | 3:2               | 31:7              | 25:13             | 25:15             | 58:14             | 29:26             | 26:24             | 33:19             | 4:5               | 0:4               | 234:129     | 234:129     | 64 %        |
| Sieg%                        | 60 %              | 82 %              | 66 %              | 63 %              | 81 %              | 53 %              | 52 %              | 63 %              | 44 %              | 0 %               | Gesamt:     | Gesamt:     | 64 %        |
| Jahresendposition            | –                 | 378               | 181               | 207               | 20                | 28                | 40                | 37                | 256               | 1025              | N/A         | N/A         | N/A         |

Zeichenerklärung: S = Turniersieg; F, HF, VF, AF = Einzug ins Finale / Halbfinale / Viertelfinale / Achtelfinale; 1, 2, 3 = Ausscheiden in der 1. / 2. / 3. Hauptrunde; KF (kleines Finale) = unterlegen im Spiel um Platz drei; RR = Round Robin (Gruppenphase); n. a. = nicht ausgetragen; a. K. = andere Kategorie; PO (Playoff) = Auf- und Abstiegsrunde im Billie Jean King Cup; K1, K2, K3 = Teilnahme in der Kontinentalgruppe I, II, III im Billie Jean King Cup.
Anmerkung: Diese Statistik berücksichtigt alle Ergebnisse im Einzel bei ITF- und WTA-Turnieren. Als Quelle dient die ITF-Seite der Spielerin. Dargestellt sind nur WTA-Turniere der Kategorie Tier I (bis 2008) und die WTA-Turniere der Kategorien Premier Mandatory und Premier 5 (2009–2020).

### Damendoppel
| Turnier         | 2006 | 2007 | 2008 | 2009 | 2010 | 2011 | 2012 | Karriere |
| --------------- | ---- | ---- | ---- | ---- | ---- | ---- | ---- | -------- |
| Australian Open | AF   | 2    | 1    | AF   | 2    | —    | —    | AF       |
| French Open     | 1    | AF   | AF   | 2    | 2    | 2    | —    | AF       |
| Wimbledon       | —    | 2    | AF   | 1    | VF   | —    | —    | VF       |
| US Open         | —    | HF   | —    | 2    | 1    | —    | 1    | HF       |

### Mixed
| Turnier         | 2008 | Karriere |
| --------------- | ---- | -------- |
| Australian Open | AF   | AF       |
| French Open     | —    | —        |
| Wimbledon       | 2    | 2        |
| US Open         | —    | —        |

### Juniorinneneinzel
| Turnier         | 2003 | 2004 | 2005 | Karriere |
| --------------- | ---- | ---- | ---- | -------- |
| Australian Open | —    | —    | F    | F        |
| French Open     | 1    | 1    | S    | S        |
| Wimbledon       | 1    | 1    | HF   | HF       |
| US Open         | 2    | 3    | —    | 3        |

### Juniorinnendoppel
| Turnier         | 2003 | 2004 | 2005 | Karriere |
| --------------- | ---- | ---- | ---- | -------- |
| Australian Open | —    | —    | F    | F        |
| French Open     | VF   | 1    | S    | S        |
| Wimbledon       | —    | 1    | S    | S        |
| US Open         | —    | HF   | —    | HF       |